# Maschera bianca
Maschera bianca (titolo originale White Face) è un romanzo poliziesco dello scrittore britannico Edgar Wallace, pubblicato nel 1930.

## Trama
"Maschera Bianca" è il soprannome che la stampa ha affibbiato ad un bandito che è solito fare irruzione nei lussuosi ristoranti del West End di Londra, con il volto coperto appunto da una benda bianca, e impadronirsi dei gioielli delle signore presenti. Il giornalista Michael Quigley assiste a uno di questi raid e inizia ad indagare sull'identità del criminale. Al tempo stesso, è preoccupato per la ragazza di cui è innamorato, Janice, che sta subendo il fascino di un bellimbusto appena arrivato dal Sudafrica, Donald Bateman. La pista di Maschera Bianca conduce Michael in una delle zone più malfamate di Londra, Tidal Basin, dove Janice lavora come volontaria in una clinica per i bambini poveri gestita dal dottor Marford. La faccenda è resa ancora più complessa da un omicidio, commesso per la strada quasi sotto gli occhi di un poliziotto di ronda: la vittima è Donald Bateman. C'è forse un legame tra il morto e Maschera Bianca? Il sovrintendente Mason e il sergente Elk scoprono ben presto che non si tratta del solito crimine di routine in quel pericoloso quartiere e, aiutati anche dal giornalista, cercano di fare luce su un delitto complicato e ingegnoso.

## Personaggi principali
- Michael Quigley - giornalista
- Janice Harman - ricca ereditiera
- Donald Bateman - avventuriero
- Dottor Thomas Marford - medico filantropo
- Louis Landor - ingegnere
- Inez Landor - sua moglie
- Harry Lamborn - ladruncolo
- Lorna Weston - una donna con un passato
- Gregory Wicks - tassista
- Dottor Rudd - medico della polizia
- Hartford - agente di pattuglia
- Elk - Sergente di polizia
- Bray - Ispettore della divisione locale
- Mason - Ispettore Capo di Scotland Yard

## Critica
"Wallace quando è al suo meglio non è secondo a nessuno, e questo è Wallace al suo meglio. [...] Di prima classe, e generosamente condito con lo scaltro humour di Wallace."

## Edizioni italiane
- Maschera bianca, traduzione di Alberto Tedeschi, Collana I Libri Gialli n.67, Milano, Arnoldo Mondadori Editore, 1933. - Collana I Capolavori dei Gialli Mondadori n.239, Mondadori, 22 dicembre 1963; Prefazione e postfazione di Marco Polillo, Collana Oscar del Giallo n.5, Mondadori, 1975; Collana Oscar n.1049, Mondadori, 1979; Milano, CDE, 1979; in Il meglio di Edgar Wallace, vol. 3 [di 3] in cofanetto a cura di Gian Franco Orsi, Introduzione di Julian Symons, Mondadori, agosto 1982; Presentazione di Ivan Della Mea, Collana Il Giallo del lunedì, l'Unità\Mondadori, 1992; I Classici del Giallo Mondadori (volume Oro) n.927, 6 agosto 2002 - ed. speciale, I Classici del Giallo, 2003; I Classici del Giallo Mondadori n.1489, febbraio 2025.
- Maschera bianca, traduzione di Marika Boni Grandi, La Biblioteca Classica del Romanzo Giallo n.72, Milano, Garden Editoriale, 1994. - Collana Il Giallo Economico Classico n.134, Roma, Compagnia del Giallo Gruppo Newton, 1996, ISBN 978-88-818-3540-9.
- Maschera Bianca, traduzione di Giovanni Viganò, Collana I bassotti, Milano, Polillo, 2006,  p. 246, ISBN 978-88-815-4266-6.